# Snug (piercing)

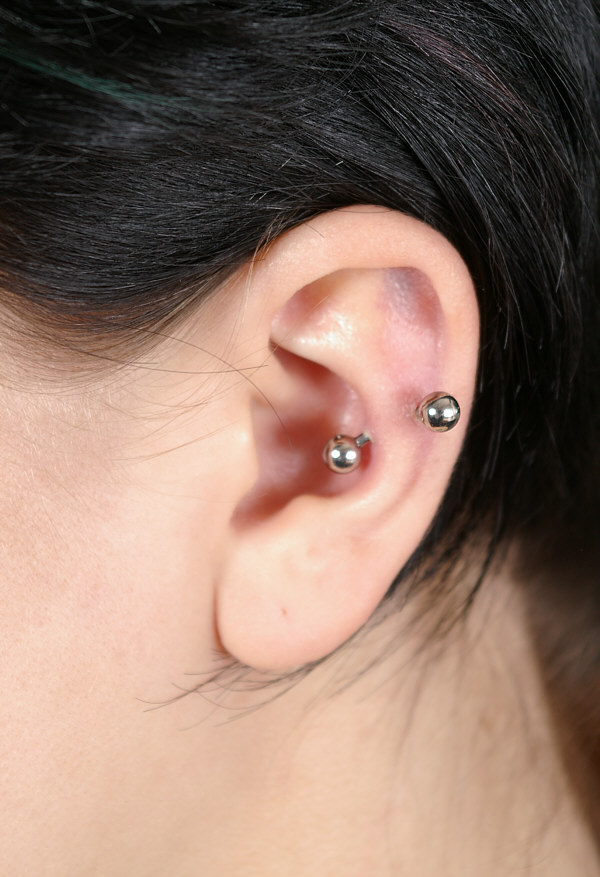
Snug Piercing

De zogenoemde snug piercing, of anti-helix piercing is een piercing die door de rand heen gaat naast de helix. Deze piercing is aan de achterkant van het oor niet te zien, omdat hij door de gehele rand heen gaat en maar twee uiteinden heeft.